# Powięź przedramienia
Powięź przedramienia (łac. fascia antebrachii) – w anatomii człowieka powięź otaczająca mięśnie przedramienia. W okolicy łokciowej nazywa się powięzią łokciową (fascia cubiti). Wzmacnia ją rozcięgno mięśnia dwugłowego ramienia (aponeurosis musculi bicipitis brachii). Na powierzchni powięzi przechodzą nerwy i żyły skórne.